# Seznam velvyslanců Spojených států amerických v Evropské unii
Toto je seznam velvyslanců Spojených států amerických v Evropské unii. Formální titul této pozice je Zástupce Spojených států amerických v Evropské unii s hodností a statutem mimořádného a zplnomocněného velvyslance. Před 9. květnem 1994 byla tato pozice nazývána zástupce Spojených států amerických při Evropských společenstvích s hodností a statutem mimořádného a zplnomocněného velvyslance.

## Velvyslanci v Evropské unii
| Jméno                                 | Domovský stát    | Jmenování          | Uvedení do funkce | Konec mandátu     | Poznámky      |
| ------------------------------------- | ---------------- | ------------------ | ----------------- | ----------------- | ------------- |
| William Walton Butterworth            | Louisiana        | 10. srpna 1961     |                   | 25. října 1962    | [ 1 ] [ 2 ]   |
| John W. Tuthill                       | Illinois         | 23. října 1962     |                   | 7. června 1966    | [ 3 ]         |
| J. Robert Schaetzel                   | Illinois         | 16. září 1966      |                   | 25. října 1972    | [ 4 ]         |
| Joseph A. Greenwald                   | Illinois         | 12. října 1972     |                   | 28. ledna 1976    | [ 5 ]         |
| Deane R. Hinton                       | Illinois         | 29. ledna 1976     |                   | 3. prosince 1979  | [ 6 ]         |
| Thomas O. Enders                      | Connecticut      | 6. listopadu 1979  |                   | 27. května 1981   | [ 7 ]         |
| George Southall Vest                  | Maryland         | 20. září 1981      |                   | 27. února 1985    | [ 8 ]         |
| J. William Middendorf                 | Connecticut      | 12. července 1985  |                   | 1. února 1987     | [ 9 ]         |
| Alfred H. Kingon                      | New York         | 27. března 1987    |                   | 23. června 1989   | [ 10 ]        |
| Thomas Niles                          | Washington, D.C. | 23. června 1989    |                   | 26. srpna 1991    | [ 11 ]        |
| James Dobbins                         | New York         | 9. října 1991      |                   | 31. července 1993 | [ 12 ]        |
| Stuart E. Eizenstat                   | Washington, D.C. | 2. srpna 1993      |                   | Duben 1996        | [ 13 ] [ 14 ] |
| A. Vernon Weaver                      | Arkansas         | 2. července 1996   |                   | 28. února 1999    | [ 15 ]        |
| Richard Morningstar                   | Washington, D.C. | 7. července 1999   |                   | 21. září 2001     | [ 16 ]        |
| Rockwell A. Schnabel                  | Kalifornie       | 1. října 2001      | 9. října 2001     | 18. června 2005   | [ 17 ] [ 18 ] |
| C. Boyden Gray                        | Severní Karolína | 17. ledna 2006     | 20. ledna 2006    | 31. prosince 2007 | [ 19 ] [ 20 ] |
| Kristen Silverbergová                 | Texas            | 2. května 2008     | 22. července 2008 | 18. ledna 2009    | [ 21 ] [ 22 ] |
| William Kennard                       | Washington, D.C. | 23. listopadu 2009 | Prosinec 2009     | 29. července 2013 | [ 23 ] [ 24 ] |
| Anthony L. Gardner                    | New York         | 13. února 2014     | 18. března 2014   | 20. ledna 2017    | [ 25 ]        |
| Gordon Sondland                       | Washington       | 28. června 2018    | 9. července 2018  | 7. února 2020     | [ 26 ]        |
| Ronald Gidwitz (zastupující)          | Illinois         | 4. května 2020     |                   | 20. ledna 2021    |               |
| Mark Libby (zastupující)              | Washington, D.C. | 20. ledna 2021     |                   | 24. ledna 2022    |               |
| Mark Gitenstein                       | Alabama          | 18. prosince 2021  | 24. ledna 2022    | 17. ledna 2025    | [ 27 ]        |
| Norman Thatcher Scharpf (zastupující) | Washington D.C.  | 17. ledna 2025     |                   | úřadující         |               |